# يوزف بيرغر
يوزف بيرغر (بالبولندية: Józef Berger)‏ هو تربوي بولندي، ولد في 14 مارس 1901 في Orlová ‏ في التشيك، وتوفي في 11 يونيو 1962 في براتيسلافا في سلوفاكيا.